# Mihály Száger
Mihály Száger (1908 – 17 dicembre 1990) è stato un calciatore e allenatore di calcio ungherese, di ruolo centrocampista.

## Carriera
La sua carriera da calciatore, non troppo ricca di soddisfazioni, lo vide militare come riserva nelle file di Ferencvaros ed Újpest, per poi continuare in squadre minori.
Nel secondo dopoguerra divenne allenatore nelle squadre giovanili del Ferencvaros, ricoprendo a lungo questo ruolo ed accompagnando moltissimi bambini nei primi passi di avvicinamento allo sport del calcio. Fu il primo allenatore di numerosi giocatori che sarebbero poi arrivati in prima squadra, il più importante dei quali fu il furturo Pallone d'oro Flórián Albert.